# Gouvernement Raffarin III
Ne doit pas être confondu avec Gouvernement Raffarin I ou Gouvernement Raffarin II.
Ve République
Gouvernement Jean-Pierre Raffarin II Gouvernement Dominique de Villepin
Le gouvernement Raffarin III est le gouvernement de la République française du 30 mars 2004 au 2 juin 2005. Il est dirigé par le Premier ministre Jean-Pierre Raffarin, sous la seconde présidence de Jacques Chirac (2002-2007). Constitué après la défaite de la droite aux élections régionales de 2004, il prend fin à la suite de la victoire du « non » au référendum du 29 mai 2005 sur le traité de Rome (TCE), pour laisser place au gouvernement Villepin.

## Composition initiale
La nomination du Premier ministre est publiée au J.O. du 31 mars 2004, et celles des membres du Gouvernement au J.O. du 1er avril 2004,.

### Premier ministre
| Image | Fonction         |  | Nom                  | Parti |
| ----- | ---------------- |  | -------------------- | ----- |
|       | Premier ministre |  | Jean-Pierre Raffarin | UMP   |

### Ministre d'État
| Image | Fonction                                                                |  | Nom             | Parti |
| ----- | ----------------------------------------------------------------------- |  | --------------- | ----- |
|       | Ministre d'État, ministre de l'Économie, des Finances et de l'Industrie |  | Nicolas Sarkozy | UMP   |

### Ministres
| Image | Fonction                                                                                           |  | Nom                        | Parti   |
| ----- | -------------------------------------------------------------------------------------------------- |  | -------------------------- | ------- |
|       | Ministre de l'Éducation nationale, de l'Enseignement supérieur et de la Recherche                  |  | François Fillon            | UMP     |
|       | Ministre de l'Intérieur, de la Sécurité intérieure et des Libertés locales                         |  | Dominique de Villepin      | UMP     |
|       | Ministre de l'Emploi, du Travail et de la Cohésion sociale                                         |  | Jean-Louis Borloo          | UMP-PRV |
|       | Garde des Sceaux, ministre de la Justice                                                           |  | Dominique Perben           | UMP     |
|       | Ministre de la Défense                                                                             |  | Michèle Alliot-Marie       | UMP     |
|       | Ministre des Affaires étrangères                                                                   |  | Michel Barnier             | UMP     |
|       | Ministre de la Santé et de la Protection sociale                                                   |  | Philippe Douste-Blazy      | UMP     |
|       | Ministre de l'Équipement, des Transports, de l'Aménagement du territoire, du Tourisme et de la Mer |  | Gilles de Robien           | UDF     |
|       | Ministre de la Fonction publique et de la Réforme de l'État                                        |  | Renaud Dutreil             | UMP-PRV |
|       | Ministre de l'Agriculture, de l'Alimentation, de la Pêche et des Affaires rurales                  |  | Hervé Gaymard              | UMP     |
|       | Ministre de l'Écologie et du Développement durable                                                 |  | Serge Lepeltier            | UMP     |
|       | Ministre de la Culture et de la Communication                                                      |  | Renaud Donnedieu de Vabres | UMP     |
|       | Ministre de la Famille et de l'Enfance                                                             |  | Marie-Josée Roig           | UMP     |
|       | Ministre de l'Outre-mer                                                                            |  | Brigitte Girardin          | UMP     |
|       | Ministre de la Jeunesse, des Sports et de la Vie associative                                       |  | Jean-François Lamour       | UMP     |
|       | Ministre de la Parité et de l'Égalité professionnelle                                              |  | Nicole Ameline             | UMP     |

### Ministre délégués
| Image | Fonction | Ministre de rattachement                                                                           |  | Nom                | Parti   |
| ----- | --- | -------------------------------------------------------------------------------------------------- |  | ------------------ | ------- |
|       | Ministre délégué aux Relations avec le Parlement                                                                                 | Premier ministre                                                                                   |  | Henri Cuq          | UMP     |
|       | Ministre délégué à l'Industrie                                                                                                   | Ministre d'État, ministre de l'Économie, des Finances et de l'Industrie                            |  | Patrick Devedjian  | UMP     |
|       | Ministre délégué aux Petites et moyennes entreprises, au Commerce, à l'Artisanat, aux Professions libérales et à la Consommation | Ministre d'État, ministre de l'Économie, des Finances et de l'Industrie                            |  | Christian Jacob    | UMP     |
|       | Ministre délégué au Commerce extérieur                                                                                           | Ministre d'État, ministre de l'Économie, des Finances et de l'Industrie                            |  | François Loos      | UMP-PRV |
|       | Ministre délégué à la Recherche                                                                                                  | Ministre de l'Éducation nationale, de l'Enseignement supérieur et de la Recherche                  |  | François d'Aubert  | UMP     |
|       | Ministre délégué à l'Intérieur, porte-parole du Gouvernement                                                                     | Ministre de l'Intérieur, de la Sécurité intérieure et des Libertés locales                         |  | Jean-François Copé | UMP     |
|       | Ministre délégué aux Relations du Travail                                                                                        | Ministre de l'Emploi, du Travail et de la Cohésion sociale                                         |  | Gérard Larcher     | UMP     |
|       | Ministre déléguée à la Lutte contre la précarité et l’exclusion                                                                  | Ministre de l’Emploi, du Travail et de la Cohésion sociale                                         |  | Nelly Olin         | UMP     |
|       | Ministre délégué aux Anciens combattants                                                                                         | Ministre de la Défense                                                                             |  | Hamlaoui Mékachéra | UMP     |
|       | Ministre déléguée aux Affaires européennes                                                                                       | Ministre des Affaires étrangères                                                                   |  | Claudie Haigneré   | DVD     |
|       | Ministre délégué à la Coopération, au Développement et à la Francophonie                                                         | Ministre des Affaires étrangères                                                                   |  | Xavier Darcos      | UMP     |
|       | Ministre délégué aux Personnes âgées                                                                                             | Ministre de la Santé et de la Protection sociale                                                   |  | Hubert Falco       | UMP     |
|       | Ministre délégué au Tourisme | Ministre de l'Équipement, des Transports, de l'Aménagement du territoire, du Tourisme et de la Mer |  | Léon Bertrand      | UMP     |

### Secrétaires d'État
| Image | Fonction                                                                                | Ministre de rattachement                                                                            |  | Nom                     | Parti   |
| ----- | --------------------------------------------------------------------------------------- | --------------------------------------------------------------------------------------------------- |  | ----------------------- | ------- |
|       | Secrétaire d'État au Budget et à la Réforme budgétaire                                  | Ministre d'État, ministre de l'Économie, des Finances et de l'Industrie,                            |  | Dominique Bussereau     | UMP     |
|       | Secrétaire d'État au Développement durable                                              | Ministre de l'Écologie et du Développement durable                                                  |  | Tokia Saïfi             | UMP-PRV |
|       | Secrétaire d'État aux Personnes handicapées                                             | Ministre de la Santé et de la Protection sociale                                                    |  | Marie-Anne Montchamp    | UMP     |
|       | Secrétaire d'État à l'Insertion professionnelle des jeunes                              | Ministre de l'Emploi, du Travail et de la Cohésion sociale                                          |  | Laurent Hénart          | UMP-PRV |
|       | Secrétaire d'État au Logement                                                           | Ministre de l'Emploi, du Travail et de la Cohésion sociale                                          |  | Marc-Philippe Daubresse | UMP     |
|       | Secrétaire d'État à l'Intégration et à l'Égalité des chances                            | Ministre de l'Emploi, du Travail et de la Cohésion sociale                                          |  | Catherine Vautrin       | UMP     |
|       | Secrétaire d'État aux Droits des victimes                                               | Garde des Sceaux, ministre de la Justice                                                            |  | Nicole Guedj            | UMP     |
|       | Secrétaire d'État aux Affaires étrangères                                               | Ministre des Affaires étrangères                                                                    |  | Renaud Muselier         | UMP     |
|       | Secrétaire d'État à l'Assurance maladie                                                 | Ministre de la Santé et de la Protection sociale                                                    |  | Xavier Bertrand         | UMP     |
|       | Secrétaire d'État à la Réforme de l’État                                                | Ministre de la Fonction publique et de la Réforme de l’État                                         |  | Éric Woerth             | UMP     |
|       | Secrétaire d'État aux Transports et à la Mer                                            | Ministre de l’Équipement, des Transports, de l’Aménagement du territoire, du Tourisme et de la Mer, |  | François Goulard        | UMP     |
|       | Secrétaire d'État à l'Aménagement du territoire                                         | Ministre de l’Équipement, des Transports, de l’Aménagement du territoire, du Tourisme et de la Mer, |  | Philippe Briand         | UMP     |
|       | Secrétaire d'État à l'Agriculture, à l'Alimentation, à la Pêche et aux Affaires rurales | Ministre de l'Agriculture, de l'Alimentation, de la Pêche et des Affaires rurales                   |  | Nicolas Forissier       | UMP     |

## Répartition partisane
| Parti                         | Parti                              | Premier ministre | Ministre d'État | Ministres | Ministres délégués | Secrétaires d'État | Total |
| ----------------------------- | ---------------------------------- | ---------------- | --------------- | --------- | ------------------ | ------------------ | ----- |
| Répartition le 1er avril 2004 | Répartition le 1er avril 2004      | 1                | 1               | 16        | 13                 | 13                 | 44    |
|                               | Union pour un mouvement populaire  | 1                | 1               | 13        | 11                 | 11                 | 37    |
|                               | UMP - Parti radical valoisien      |                  |                 | 2         | 1                  | 2                  | 5     |
|                               | Union pour la démocratie française |                  | 1               |           |                    | 1                  |       |
|                               | Divers droite                      |                  |                 | 1         |                    | 1                  |       |

## Déclaration de politique générale
Le 5 avril 2004, le Premier ministre obtient la confiance de l'Assemblée nationale par 379 voix pour, 178 contre et 0 abstentions.
| Position   | Groupe | Groupe | Groupe | Groupe | Non-inscrits | Total |
| Position   | COM    | SOC    | UDF    | UMP    | Non-inscrits | Total |
| ---------- | ------ | ------ | ------ | ------ | ------------ | ----- |
| Position   |        |        |        |        | Non-inscrits | Total |
| POUR       | 0      | 0      | 29     | 349    | 1            | 379   |
| CONTRE     | 22     | 148    | 0      | 0      | 8            | 178   |
| ABSTENTION | 0      | 0      | 0      | 0      | 0            | 0     |
| NON-VOTANT | 0      | 1      | 1      | 15     | 3            | 20    |

## Remaniements

### Ajustement du 14 avril 2004
- Secrétaire d'État à l'Aménagement du territoire (auprès du ministre de l'Équipement, des Transports, de l'Aménagement du territoire, du Tourisme et de la Mer) : Frédéric de Saint-Sernin (à la suite de la démission de Philippe Briand)[5].

### Ajustement du 21 juin 2004
- Démission de Tokia Saïfi et suppression du poste de secrétaire d'État au Développement durable (auprès du ministre de l'Écologie et du Développement durable)[6].

### Remaniement du 28 octobre 2004
- Ministre déléguée à l'Intégration, à l'Égalité des chances et à la Lutte contre l’exclusion (auprès du ministre de l'Emploi, du Travail et de la Cohésion sociale) : Nelly Olin (reprend les attributions de Catherine Vautrin)[7].
- Ministre délégué au Logement et à la Ville (auprès du ministre de l'Emploi, du Travail et de la Cohésion sociale) : Marc-Philippe Daubresse (changement d'intitulé)[7].
- Secrétaire d'État aux Personnes âgées (auprès du ministre de la Santé et de la Protection sociale) : Catherine Vautrin, à la suite de la démission d'Hubert Falco[7].

### Remaniement du 29 novembre 2004
Ce remaniement est réalisé du fait de la démission de Nicolas Sarkozy, élu à la tête de l’UMP.
- Ministre de l'Économie, des Finances et de l'Industrie : Hervé Gaymard, en remplacement de Nicolas Sarkozy.
- Ministre des Solidarités, de la Santé et de la Famille : Philippe Douste-Blazy (reprend les attributions de Marie-Josée Roig).
- Ministre de l'Agriculture, de l'Alimentation, de la Pêche et de la Ruralité : Dominique Bussereau, en remplacement d'Hervé Gaymard.
- Ministre des Petites et moyennes entreprises, du Commerce, de l'Artisanat, des Professions libérales et de la Consommation : Christian Jacob (auparavant ministre délégué).
- Ministre déléguée à l'Intérieur (auprès du ministre de l'Intérieur, de la Sécurité intérieure et des Libertés locales) : Marie-Josée Roig, en remplacement de Jean-François Copé.
- Ministre délégué au Budget et à la Réforme budgétaire, porte-parole du Gouvernement (auprès du ministre de l'Économie, des Finances et de l'Industrie) : Jean-François Copé, en remplacement de Dominique Bussereau.

### Ajustement du 25 février 2005
- Ministre de l'Économie, des Finances et de l'Industrie : Thierry Breton[9], à la suite de la démission d'Hervé Gaymard[10], empêtré dans une affaire politico-financière et ayant menti à de nombreuses reprises en tentant de se défendre (Affaire Gaymard).

## Contexte politique
Malgré une très importante défaite de la droite gouvernementale, cependant très nettement amplifiée par l'existence dans toutes les régions de triangulaires (gauche unie / droite gouvernementale / Front national) et par le nouveau mode de scrutin adopté pour les élections régionales qui donne 25 % des sièges en prime à la liste arrivée en tête, le président Jacques Chirac reconduit le premier ministre sortant Jean-Pierre Raffarin et le charge de former le nouveau gouvernement.
Une véritable « vague rose » submerge le pays, et la gauche contrôle désormais 20 régions sur 22, excepté l'Alsace et la Corse. Quatre bastions traditionnels de droite sont remportés par la gauche : Auvergne, Bretagne, Pays de la Loire et Poitou-Charentes, « fief » du premier ministre, prise par l'ancienne ministre Ségolène Royal.
Les cantonales ont aussi été l'occasion de résultats un peu plus mitigés pour la droite, les changements possibles ont été tempérés par le fait que seule la moitié des conseillers généraux étaient renouvelables, et la droite reste donc majoritaire dans un grand nombre de départements, même si la gauche unie est majoritaire par rapport à la droite gouvernementale sur l'ensemble du pays. À noter, la perte du département de la Loire-Atlantique, toujours à droite depuis 1790.
François Fillon parle d'un « 21 avril à l'envers ». Après l'effondrement, électoral, politique et moral de la gauche en avril 2002, c'est le tour de la droite gouvernementale.
Or, selon la plupart des observateurs, y compris dans ses rangs, la gauche n'a pas gagné sur ses idées et sur ses propositions. Ces élections doivent plutôt être considérées comme la sanction des urnes pour la droite gouvernementale qui paye : 
- L'insécurité sociale grandissante (chômage, affaire des chômeurs radiés, délocalisations accélérées, etc.).
- « zapping électoral » d'une partie de plus en plus importante d'électeurs ;
- La division du camp « des droites », partagé entre une UDF qui veut s'affirmer, en réaction à la tentative de parti unique de la droite que l'UMP avait tenté, et un Front national, dont les électeurs sont de moins en moins enclins à jouer les pompiers sauveurs pour la droite gouvernementale.

La France est installée pour trois ans dans une nouvelle forme de cohabitation, non plus à la tête de l'État, mais entre un pouvoir central tenu par la droite gouvernementale et un pouvoir régional désormais aux mains de la gauche, qui va être fortement tentée d'en faire un instrument politique, pour une reconquête du Palais de l'Élysée et de Matignon. Un cas de figure tout à fait inédit sour la Ve République et qui fait penser à l'Allemagne avec ses länders aux mains de la droite et le pouvoir fédéral aux mains de la gauche. La gauche française a repris de la vigueur, mais elle est toujours « orpheline » d'un véritable chef charismatique.

## Principales réformes politiques
Le Régime social des indépendants en France est initié sous le gouvernement Raffarin, et la première ordonnance du 31 mars 2005 prévoit les organes et outils de gestions destinés à la mise en place du régime. Il se révèlera le fruit d'une « réforme mal construite et mal mise en œuvre » dont les graves problèmes de gestion perdureront des années,.

## Chronologie

### Mars 2004
- 15 mars 2004: Loi sur les signes religieux dans les écoles publiques.
- 30 mars 2004 : Après la défaite de la droite aux élections régionales des 21 mars et 28 mars 2004, le Président de la République Jacques Chirac reconduit, le Premier ministre Jean-Pierre Raffarin dans ses fonctions et le charge de former le nouveau gouvernement.

### Avril 2004
- 14 avril 2004 : Philippe Briand, secrétaire d'État à l'Aménagement du territoire, a démissionné de ses fonctions pour des raisons professionnelles et sera remplacé à ce poste par Frédéric de Saint-Sernin. Maire de Saint-Cyr-sur-Loire (Indre-et-Loire) depuis 1989, Philippe Briand, 43 ans, préside le groupe de gestion immobilière Citya immobilier et dirige un cabinet d'assurances. Il avait fait son entrée le 31 mars dans le gouvernement Raffarin III. L'ex-secrétaire d'État, qui dirige une entreprise de plus de 400 salariés «dans un secteur très concurrentiel», n'a pas réussi à assurer sa succession dans des délais rapides. «Il préfère abandonner son poste ministériel et continuer à s'occuper de son entreprise. Il ne voulait pas de période de flottement ni risquer de mettre sa société en difficulté», a-t-on indiqué. explication du Figaro

### Juin 2004
- 13 juin 2004 : Élue députée européenne, la secrétaire d'État au Développement durable, Tokia Saïfi, a quitté le gouvernement. Son départ a été rendu officiel lundi 21 juin 2004. Elle ne sera pas remplacée. Le secrétariat d'État disparaissant, l'intégralité des dossiers relatifs au développement durable revient au ministre de l'Écologie, Serge Lepeltier, sous l'autorité duquel Tokia Saïfi était placée.

### Juillet 2004
- 4 des 6 Français détenus au Camp de Guantánamo sont libérés et retournent en France (les 2 autres le seront en mars 2005), où ils sont placés en détention provisoire en vue de leur jugement pour « association de malfaiteurs en relation avec une entreprise terroriste. » Malgré la légèreté des charges et le caractère illégal de l'interrogatoire effectué en 2002 (alors qu'Hubert Védrine était ministre des Affaires étrangères), cette inculpation fait partie d'un marché pour leur libération avec les États-Unis. La France est le seul pays à avoir inculpé des ex-détenus de Guantánamo[13].

### Août 2004
- Loi du 6 août 2004 modifiant la loi informatique et libertés de 1978. Elle réduit notamment les pouvoirs de la CNIL en ce qui concerne les fichiers liés à la défense du territoire et à la sécurité nationale, remplaçant la nécessité du gouvernement d'obtenir un avis conforme par un avis simple (qu'il peut ignorer en pratique)[14].
- Loi n° 2004-809 du 13 août 2004 sur la décentralisation. Cette loi organise des transferts de compétences qui se matérialisent de deux manières : des transferts de masses budgétaires et des transferts de personnels, en particulier le transfert des personnels TOS du ministéere de l'Éducation nationale vers les conseils régionaux[15].
- loi du 13 août 2004 relative à l'assurance maladie : créé le dossier médical partagé, l’Union nationale des caisses d'assurance maladie et la Haute Autorité de santé.

### Février 2005
- Loi handicap
- Affaire Gaymard

### Mai 2005
- 29 mai 2005 : le référendum français sur la constitution européenne ayant entraîné une réponse négative du peuple, le président de la république, Jacques Chirac, a annoncé, à la vue des résultats, vouloir « donner une impulsion nouvelle et forte à l'action gouvernementale ».
- 30 mai 2005 : Jacques Chirac a officiellement rencontré dans la journée Jean-Pierre Raffarin, Nicolas Sarkozy, Dominique de Villepin, Jean-Louis Debré et François Bayrou.
- 31 mai 2005 : Annonce par Jean-Pierre Raffarin de sa démission au poste de premier ministre, démission acceptée par le président de la république ; nomination de Dominique de Villepin pour lui succéder.

## Démission
Le Gouvernement démissionne à la suite du référendum sur le traité établissant une Constitution pour l’Europe.